# 埃尔默赖
埃尔默赖（法語：Hermeray，法語發音：[ɛʁməʁɛ] ⓘ）是法国中北部法兰西岛大区伊夫林省的一个市镇，属于朗布依埃区。 

## 地理
埃尔默赖（48°39'0"N, 1°41'17"E）面积18.07 平方千米，位于法国法蘭西島大區伊夫林省，该省份为法国北部内陆省份，北起瓦兹河谷省，西接厄尔省，西南接厄尔-卢瓦省，东南接埃松省，东临上塞纳省。
与埃尔默赖接壤的市镇（或旧市镇、城区）包括：圣吕西安、拉布瓦西耶尔-埃科勒、加兹朗、米坦维尔、普瓦尼拉福雷、赖泽、圣伊拉里永。

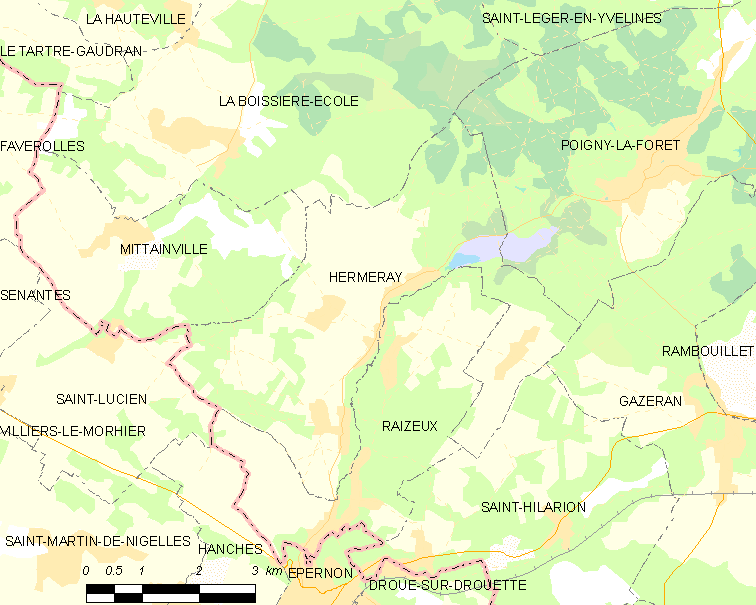
埃尔默赖的OSM定位图

埃尔默赖的时区为UTC+01:00、UTC+02:00（夏令时）。

## 行政
埃尔默赖的邮政编码为78125，INSEE市镇编码为78307。

## 政治
埃尔默赖所属的省级选区为朗布依埃县。

## 人口

1962-2008年间埃尔默赖人口变化图示

埃尔默赖于2022年1月1日时的人口数量为958人。